# Un médico novato
Un médico novato és una novel·la gràfica de Sento Llobell, publicada originalment en 2013 per Ediciones Sinsentido. Primer número d'una trilogia, en 2017 va ser recopilada per Astiberri amb el nom Dr. Uriel.
En 2013, després de molts anys dedicant-se a la il·lustració i la docència, Sento va derrotar a altres 153 candidats en el concurs de novel·la gràfica Fnac-Sins Entido amb un projecte centrat en la història del seu propi sogre, Pablo Uriel, qui va començar a treballar com a metge al poble riojà de Rincón de Soto quan va esclatar la Guerra Civil Espanyola.
Sento participa així, encara que de forma inconscient, en certa tendència recent del còmic espanyol a rememorar la Guerra Civil i les seues conseqüències, de la qual formarien part obres com 36-39 Malos tiempos (2007-2008), Les serps cegues (2008), L'art de volar (2009), El ángel de la retirada (2010), Nuevas Hazañas Bélicas (2011-2012) i Los surcos del azar (2013). L'autor pretén narrar la biografia del seu sogre en una sèrie de tres o quatre volums, de la qual este llibre va ser el primer a publicar-se. La segona part, Atrapado en Belchite, va aparèixer en abril de 2015. Sento abandona en esta obra qualsevol filigrana gràfica i aposta per un dibuix funcional i en blanc i negre, però amb tocs pinzellats amb colors pàlids; tot amb la intenció de potenciar la llegibilitat de la història.

## Multimèdia
- Manel Gimeno parla sobre Los surcos del azar i de Un médico novato a la presentació conjunta a València, 11 de desembre de 2013.
- Paraules de Sento Llobell en la el mateix acte.
- Sento parla de la trilogia del Dr. Uriel a La Represa (2017).